# IC 2190
IC 2190 — галактика типу SBbc (компактна витягнута галактика) у сузір'ї Візничий.
Цей об'єкт міститься в оригінальній редакції індексного каталогу.